# Pseudocoenosia abnormis
Pseudocoenosia abnormis är en tvåvingeart som beskrevs av Stein 1916. Pseudocoenosia abnormis ingår i släktet Pseudocoenosia och familjen husflugor. Arten är reproducerande i Sverige. Inga underarter finns listade i Catalogue of Life.